# Игор II
Игор II Олгович е велик княз на Киевска Рус в продължение на няколко седмици през 1146. Той е син на Олег Светославич и наследява брат си Всеволод II. След бунт в Киев е свален и на мястото му застава Изяслав Мстиславич.

## Управление
Игор II наследява брат си Всеволод II като велик княз в Киев, но е непопулярен сред жителите на града. Изяслав Мстиславич, внук на Владимир Мономах, чиито наследници са в традиционна вражда с потомците на Олег Светославич, признава властта на Всеволод, но не и на Игор. Той се отправя към Киев и нанася поражение на Игор и брат му Светослав Олгович.
След поражението Игор е пленен и затворен, а в края на 1146 е изпратен в манастира Свети Фьодор в Киев, тъй като е тежко болен. През 1147 е нападнат от тълпа, обвиняваща го в заговор срещу Изяслав. Той е убит, а тялото му е влачено из града и изложено на показ, преди да бъде изпратено в Чернигов. Според православната църква около тялото на Игор стават чудеса и той е обявен за светец мъченик, празникът му е на 5 юни.